# Barrage de Saint-Égrève
Le barrage de Saint-Égrève, aussi appelé barrage de Noyarey, est un pont-barrage sur l'Isère entre les communes de Saint-Égrève au nord-est et Noyarey au sud-ouest, à l'ouest de l'agglomération grenobloise.

## Caractéristiques
Le barrage de Saint-Égrève faisait partie d'un projet plus ambitieux d'aménagement de l'Isère moyenne-aval, comportant un autre barrage entre Voreppe et Saint-Quentin-sur-Isère, qui ne fut pas édifié,.
Le barrage, construit en 1986-1990, fut mis en service en 1991 ; ce n'est que plus tard qu'on s'en est servi pour faire passer une route, la départementale 105F, qui ouvrit en 2011.
Ce barrage est exploité par Électricité de France, et sa puissance nominale est de 46 MW.
Le barrage est long de 141 m et haut de 16,5 m ; il retient 6,8×10⁶ m3 d'eau.
L'usine comprend deux groupes-bulbes de 23,4 MW, turbines de Neyrpic et alternateurs de Alsthom-Jeumont. L'usine de production est installée dans le barrage.
En 1988, cette centrale était projetée pour les caractéristiques suivantes : 10 m de hauteur de chute; 500 m3/s de débit maximal turbinable; 52 kVA de puissance électrique installée ; 46 MW de puissance maximale nette; 206 GWh production annuelle.
En 2018, la centrale a produit 170,3 GWh.
En 2023, la centrale a produit 160,7 GWh.